# Ferrometaal

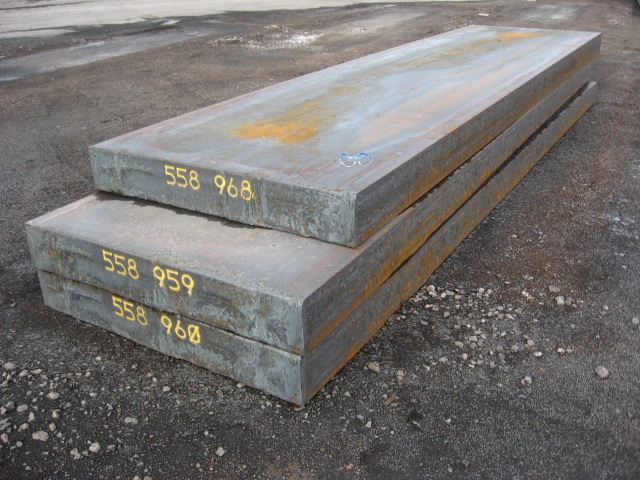
Staal is een bekend ferrometallisch materiaal

Ferrometalen zijn die materialen (doorgaans legeringen) waarbij ijzer het voornaamste bestanddeel vormt. Op grond van hun magnetische eigenschappen worden kobalt, nikkel en gadolinium ook tot de ferrometalen gerekend. Alle overige metalen worden tot de non-ferrometalen gerekend.
Als groep vertegenwoordigen de ferrometalen een belangrijke economische factor. Dit niet zozeer vanwege hun zeldzaamheid: het is juist hun wijdverspreid voorkomen dat aanleiding geeft tot een groot aantal (technische) toepassingen. De economische waarde wordt bij de ferrometalen door de kwantiteit bepaald. Bij non-ferrometalen wordt de waarde juist bepaald door de kwaliteit, omdat de abundantie ervan, met uitzondering van aluminium, meestal een stuk lager ligt.
Bij recycling is het onderscheid tussen de ferrometalen enerzijds en de non-ferrometalen anderzijds belangrijk. In verband met verdere verwerking is een scheiding tussen de twee groepen in een vroeg stadium van de recycling aantrekkelijk. Met behulp van magneten wordt die scheiding gerealiseerd.